# Philip Larkin
Pour les articles homonymes, voir Larkin.
Philip Arthur Larkin (9 août 1922 à Coventry – 2 décembre 1985  à Kingston-upon-Hull) est un poète, un romancier et un critique de jazz anglais. Il a passé sa vie active comme bibliothécaire d'université et s'est vu offrir le poste de Poet Laureate mais l'a décliné. Larkin est généralement considéré comme le poète anglais le plus important de la seconde moitié du XXe siècle. Le Times (5 janvier 2008) le classe comme le plus grand écrivain anglais depuis 1945.

## Biographie
Philip Larkin est né en 1922 à Coventry dans une famille de la classe moyenne anglaise. Il y vécut ses années d'enfance, avant de partir faire ses études à l'Université d'Oxford en 1940, où il se lia d'amitié en particulier avec Kingsley Amis, de qui il resta proche tout au long de sa vie. En raison d'une très mauvaise vue, il fut exempté de service militaire et put continuer ses études pendant la guerre. Après la fin de ses études à Oxford en 1943, Larkin gagna sa vie comme bibliothécaire à la bibliothèque municipale de Wellington dans le Shropshire. Il occupa ensuite cette fonction dans les bibliothèques universitaires de Leicester et Belfast. En 1955, il rejoint finalement l'Université de Hull où il fonda et dirigea la bibliothèque de 1955 jusqu'à sa mort, trente ans plus tard. Il est mort d'un cancer à l'âge de 63 ans.

### Romans
Avant l'âge de vingt ans, il avait écrit deux nouvelles sous le pseudonyme de Brunette Coleman : Trouble at Willow Gables (trad. fr. Mœurs étranges au pensionnat de jeunes filles, Éd. du Rocher, 2003) et Michaelmas Term at St Brides (publication en 2002). Puis il écrivit deux romans à peu d'intervalle : Jill, qu'il achève en 1943 et publie en 1946 (trad. fr. Jill, Éd. Autrement, 1996), et A Girl in Winter (trad. fr. Une fille en hiver, Éd. Thierry Marchaisse, 2011), que Faber and Faber, éditeur renommé, publie en 1947 et qui fut très bien accueilli par la critique. Il est considéré d'emblée comme un roman « d'un grand raffinement » et continue à être régulièrement réédité. Larkin tenta mais ne parvint pas à écrire un troisième roman. Trente ans après, il remarquait, dans un entretien à l’Observer, éclairant ainsi indirectement sa vie créatrice très sédentaire : « Un romancier a besoin de nouveaux décors, de nouveaux personnages, de nouveaux thèmes. Les Graham Greene, les Somerset Maugham, pour eux voyager est nécessaire. Je ne pense pas que ce le soit pour les poètes. Le poète est réellement occupé à recréer le familier, il ne se sent pas tenu d’introduire la nouveauté  ».

### Poésie
Son premier recueil de poèmes The North Ship, fut publié en 1945. Son succès grandit dès 1955 avec la publication de son second recueil de poèmes The Less Deceived, suivi par The Whitsun Weddings (1964) qui établit sa réputation, puis par High Windows (1974), dont il vendit vingt mille exemplaires dès la première année. Son dernier poème, Aubade, fut publié à part, en 1977, dans un numéro de The Times Literary Supplement. En 1988, soit trois ans après sa mort, Faber and Faber publia les Collected Poems, où Anthony Thwaite a rassemblé la plupart des poèmes de Larkin (selon l'ordre chronologique d'écriture). Ce recueil rencontra d'emblée auprès des lecteurs de langue anglaise un immense succès, qui ne tarit pas aujourd'hui.

### Culture jazz et culture poétique
Larkin participa, parallèlement, à la revue The Daily Telegraph comme critique de jazz de 1961 à 1971; ses articles furent rassemblés dans All What Jazz: A Record Diary 1961–71 (1985). Il édita également une nouvelle anthologie de la poésie anglaise du XXe siècle : The Oxford Book of Twentieth Century English Verse (1973).

### Accueil de l'œuvre
Larkin reçut de nombreux honneurs, dont le « Queen's Gold Medal for Poetry » et fut sollicité en 1984 pour le poste de Poet Laureate, poète officiel du royaume, offre qu'il déclina. Pour le 25e anniversaire de sa mort, célébré à Hull en 2010, fut dressée une statue de lui par le sculpteur Martin Jennings.

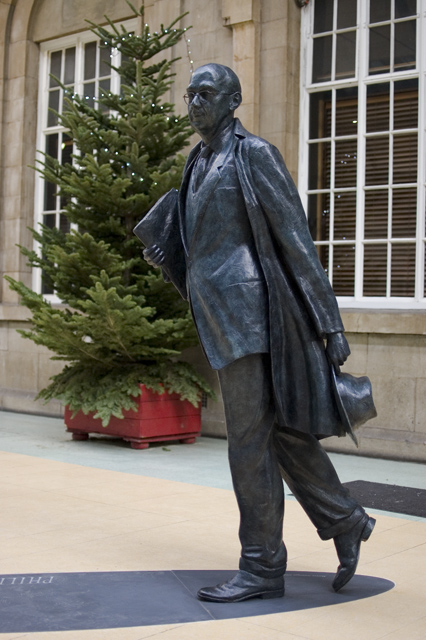
Philip Larkin, statue de Martin Jennings (2007), gare de Hull Paragon Interchange, Kingston upon Hull.

La publication posthume de sa correspondance privée par Anthony Thwaite en 1992 et l'année suivante de la biographie d'Andrew Motion, Philip Larkin: A Writer's Life, provoqua une véritable polémique à propos de ses opinions personnelles, qui furent jugées réactionnaires, avec des penchants racistes et misogynes. Cette vision des choses fut largement contestée, notamment par John Osborne qui s'en remet à son œuvre elle-même pour défendre au contraire un Larkin de sensibilité postmoderne, subversif, à l'opposé des tendances dont il était accusé, absentes de son œuvre, et entre autres de son principal roman A Girl in Winter, qui nous fait partager la vie d'une jeune femme déracinée et seule, exilée en Angleterre pendant la Seconde Guerre mondiale.
La popularité de Larkin n'a cessé de croître. Il est devenu le poète anglais le plus aimé de ces cinquante dernières années. Un classement du Times en 2008 le désigne comme le plus grand écrivain anglais depuis la guerre (devant George Orwell, Doris Lessing, etc.). Erica Wagner, directrice du Times littéraire, dit de son œuvre qu'elle « représente l’expression presque parfaite de l’espèce humaine à la recherche d’un équilibre entre la vie qui nous entraîne vers le fond et l’amour – que ce soit d’une personne, d’un lieu, ou d’une époque – qui nous exalte ».
Le compositeur américain Leonard Bernstein, peu avant sa mort, voyait en lui le plus grand poète du XXe siècle. L'écrivain Martin Amis, qui a publié en septembre 2011 un choix de poèmes de Larkin qu'il a préfacé, dit de lui : « ses plus belles strophes, en dépit de leur caractère inattendu, vous donnent le sentiment qu’une part de votre esprit était déjà prête à les recevoir – les attendait avec anxiété. Elles semblent inéluctables, ou prédestinées. Larkin, souvent, est bien plus que mémorable. Il est instantanément inoubliable ». Pour le poète Andrew Motion, biographe de Larkin, « les poèmes de Larkin brillent par leur talent à saisir les grandes choses de la vie – l’amour et son échec, la jeunesse et son déclin, l’âge et son unique conclusion – dans une langue profondément familière tout en étant magnifiquement condensée et mémorable. Il parle toujours de cœur à cœur. Cette familiarité profonde semble parfois d’une désinvolture choquante (comme le célèbre « They fuck you up, your mum and dad » [« Ils te niquent, tes père et mère »]), pourtant elle va de pair avec une maîtrise élégante de la métrique qui permet à l’œuvre de s’imposer à la fois dans le monde actuel et l’éternité, un tour de force presque impossible ».
Des compositeurs postmodernes comme Alexander Goehr, Robin Holloway, Peter Dickinson ou Thomas Adès ont mis ses poèmes en musique ou s'en inspirent, de même que, dans un autre genre, Anne Clark ou Sneaky Feelings (en). Si l'on recherche sur internet ses plus célèbres vers, les citations de Larkin s'affichent par milliers ; on y trouve, notamment, un jugement de Cour d'Appel en 2009 qui s'appuie sur le premier quatrain de son poème This Be the Verse dans une affaire de divorce aux conséquences néfastes sur les enfants.

## Liste des œuvres

### Poésie
- The North Ship, The Fortune Press, 1945
- XX Poems, Publication privée, 1951
- The Less Deceived, The Marvell Press, 1955
- The Whitsun Weddings, Faber and Faber, 1964
- High Windows, Faber and Faber, 1974
- Collected Poems, Faber and Faber, Thwaite, Anthony (éd.), 1988

(selon l'ordre chronologique d'écriture)
- Collected Poems, Faber and Faber, Thwaite, Anthony (éd.), 2003

(selon l'ordre établi par Larkin dans ses recueils)

### Fiction
- Jill, The Fortune Press, 1946
- A Girl in Winter, Faber and Faber, 1947
- "Trouble at Willow Gables" and Other Fiction 1943–1953, James Booth, éd., Faber and Faber, 2002

### Non-fiction
- All What Jazz: A Record Diary 1961–1971, Faber and Faber, 1985
- Required Writing: Miscellaneous Pieces 1955–1982, Faber and Faber, 1983
- Further Requirements: Interviews, Broadcasts, Statements and Book Reviews 1952–1985, Faber and Faber
- Larkin, Philip (1979), "The Brynmor Jones Library 1929–1979", in Brennan, Maeve, 'A Lifted Study-Storehouse': The Brynmor Jones Library 1929–1979, updated to 1985, Hull University Press, 1987
- Larkin, Philip, éd. The Oxford Book of Twentieth Century English Verse, Oxford University Press, 1973
- Thwaite, Anthony, (éd.), Selected Letters of Philip Larkin, 1940–1985, Faber and Faber, 1992
- Thwaite, Anthony, (éd.), Letters to Monica, Faber and Faber, 2010

### Traductions en français
- Une fille en hiver, trad. de l'anglais par Dominique Goy-Blanquet et Guy Le Gaufey, Éd. Thierry Marchaisse, 2011, 288p.  (ISBN 978-2-36280-006-1)
- La vie avec un trou dedans, choix de poèmes en édition bilingue, précédés de " Le principe de plaisir " et suivis d'un entretien à l'Observer, trad. de l'anglais par Guy Le Gaufey, avec la collaboration de Denis Hirson, Éd. Thierry Marchaisse, 2011, 200p.  (ISBN 978-2-36280-005-4)
- Mœurs étranges au pensionnat de jeunes filles, trad. de l'anglais par Marie-Claude Peugeot, Éd. du Rocher, 2003, 223 p.  (ISBN 2-268-04521-8)
- Jill, trad. de l’anglais par Robert Davreu, Éditions Autrement, 1996.
- Où vivre, sinon ?, traduit de l'anglais et présenté par Jacques Nassif, Éditions La Différence, 1994, 126 p.  (ISBN 2-7291-0947-1)
- Church Going, trad. de l'anglais par Guy Le Gaufey, Éd. Solin, 1991  (ISBN 978-2-85376-095-9)